# Aplysilla lendenfeldi
Aplysilla lendenfeldi är en svampdjursart som beskrevs av Thiele 1905. Aplysilla lendenfeldi ingår i släktet Aplysilla och familjen Darwinellidae.
Artens utbredningsområde är havet utanför Chile. Inga underarter finns listade i Catalogue of Life.